# Београдска област
Београдска област је била административна јединица у саставу Краљевине Срба, Хрвата и Словенаца. Постојала је од 1922. до 1929. године. Њен административни центар је био Београд.

## Историја
Краљевина Срба, Хрвата и Словенаца је била првобитно подијељена на покрајине, које су се даље делиле на округе и жупаније. 1922. су, уместо претходних административних јединица, формиране 33 области у саставу Краљевине СХС. Пре формирања Београдске области, њена територија се налазила у саставу:
- Београдског округа - северозападни део, срезови Посавски (Умка) и Врачарски (Београд),
- Торонталско-тамишке жупаније - северна и западна, срезови Новог Кнежевца, Велике Кикинде, Џомбоља, Новог Бечеја, В. Бечкерека, Ковачице, Панчева; и
- Бачко-барањске жупаније - источна, срезови Сенте, Старог Бечеја, Жабља и Титела.

Административни центар Београдске области је био Београд. Начелство округа београдског је 22. новембра 1923. постало жупанија београдске области. Када је 1924. године извршена ревизија границе са Румунијом, град Жомбољ је издвојен из састава Краљевине СХС и њене Београдске области и прикључен Румунији. 1929. године, формиране су бановине, које су замениле дотадашњу поделу земље на области. Највећи дио Београдске области је припао Дунавској бановини, али сам град Београд са околином је добио своју засебну територијалну управу.

## Географија
У саставу Београдске области налазио се мали северни део Шумадије у околини Београда, западни део Баната и источни део Бачке. Београдска област се граничила са Бачком и Сремском облашћу на западу, Подунавском облашћу на југоистоку, Ваљевском облашћу на југозападу, Румунијом на североистоку и Мађарском на северу. У њеном јужном дијелу се налазио град Београд. Њен сјеверни дио је био уз ријеку Тису (Потисје), све до границе са Мађарском и Румунијом. Град Земун је припадао Сремској области. Сава и Дунав су једним дијелом чиниле административну границу према другим областима Краљевине Срба, Хрвата и Словенаца.

## Демографија

### Цела област
Према попису из 1921. године, област је имала 762.493 становника. Становништво је било лингвистички разноврсно: говорници српскохрватског били су доминантни у градовима Београд, Панчево, Велики Бечкерек и Велика Кикинда, као и у срезовима Београд, Умка, Ковачица, Велики Бечкерек, Турски Бечеј, Велика Кикинда, Тител и Жабаљ; говорници немачког били су доминантни у срезу Панчево, говорници румунског били су доминантни у срезу Жомбољ, док су говорници мађарског били доминантни у граду Сента, као и у срезовима Сента, Стари Бечеј и Турска Кањижа.

### Београд са околином
У граду Београду је 1921. по попису живило 111.739 становника, а у јужном делу Београдске области (без града) је живило 138.920 становника.

#### Матерњи језик
Подаци о матерњем језику у самом граду Београду по попису из 1921. године:
- српски језик: 96.252 (86,14%)
- њемачки језик: 4.077 (3,65%)
- руски језик: 1.999 (1,79%)
- чешки и словачки језик: 1.599 (1,43%)
- мађарски језик: 1.478 (1,32%)
- словеначки језик: 1.059 (0,95%)
- остали и непознати језици: 5.275 (4,72%)

Подаци о матерњем језику у бившем округу Београд — јужни дио области Београд (без града) по попису из 1921. године:
- српски језик: 136.778 (98,46%)
- румунски језик: 1.100 (0,79%)
- остали и непознати језици: 1.042 (0,75%)

#### Религија
Подаци о религији у самом граду Београду по попису из 1921. године:
- православни: 94.557 (84,62%)
- римокатолици: 9.723 (8,70%)
- јевреји: 4.844 (4,34%)
- муслимани: 1.341 (1,20%)
- евангелисти: 1.110 (0,99%)
- остали и без религије: 164 (0,15%)

Подаци о религији у бившем округу Београд — јужни дио области Београд (без града) по попису из 1921. године:
- православни: 138.154 (99,45%)
- остали и без религије: 766 (0,55%)

## Административна подела
Област је укључивала следеће срезове:
- Београд (Врачарски)
- Велика Кикинда
- Велики Бечкерек
- Жабаљ
- Жомбољ (румунски од 1924)
- Ковачица
- Панчево
- Сента
- Стари Бечеј
- Тител
- Турска Кањижа (Новокнежевачки)
- Турски Бечеј (Новобечејски)
- Умка (Посавски)

Поред ових срезова, следећи градови у области су имали посебан административни статус:
- Београд
- Велика Кикинда
- Велики Бечкерек
- Панчево
- Сента

## Градови
Значајнији градови у области:
- Београд
- Велика Кикинда
- Велики Бечкерек
- Панчево
- Сента
- Стари Бечеј

Сви ови градови се данас налазе у саставу Србије.

## Велики жупани
- Светислав Рајић
- Мита Алексијевић
- Вилко Балтич[4]